# Sob Suspeita (1987)
Sob Suspeita (em inglês:  Suspect) é um filme de suspense estadunidense de 1987.

## Sinopse
O juiz Charles F. Lowell comete suicídio e logo após Elizabeth Rose Quinn, sua secretária, é encontrada morta. Carl Wayne Anderson (Liam Neeson), um indigente surdo-mudo, é preso pelo assassinato. Kathleen Riley (Cher), uma defensora pública, é designada pela corte como sua advogada. Inicialmente Anderson se mostra muito agressivo, mas quando Kathleen consegue se comunicar com ele se mostra bem mais sociável. Ela tem dúvidas se ele é realmente culpado, assim decide achar o verdadeiro assassino. É ajudada por Eddie Sanger (Dennis Quaid), um assessor parlamentar, que faz parte do júri. Apesar de advogada e jurado não poderem se falar, eles descobrem juntos um perigoso círculo de corrupção no Judiciário.

## Elenco
- Cher .... Kathleen Riley
- Dennis Quaid .... Eddie Sanger
- Liam Neeson .... Carl Wayne Anderson
- John Mahoney .... juiz Matthew Helms
- Joe Mantegna .... Charlie Stella
- Fred Melamed .... Morty Rosenthal
- Philip Bosco .... Paul Gray
- Bill Cobbs .... juiz Franklin
- Michael Beach